# USS LST-798
O USS LST-798 foi um navio de guerra norte-americano da classe LST que operou durante a Segunda Guerra Mundial.